# L'Homme qui répare les femmes : La Colère d'Hippocrate
L'Homme qui répare les femmes : La Colère d’Hippocrate (The Man Who Mends Women: The Wrath of Hippocrates) est un film documentaire belge réalisé par Thierry Michel et Colette Braeckman, sorti en avril 2015.
Ce documentaire retrace le parcours du docteur Denis Mukwege, un gynécologue et militant des droits de l'homme congolais, lauréat du Prix Sakharov 2014, qui procède à des opérations de chirurgie réparatrice sur des femmes victimes de viols, à l'hôpital de Panzi  à Bukavu, en République Démocratique du Congo. Le titre du film reprend celui du livre « Docteur Mukwege : l’homme qui répare les femmes » écrit par Colette Braeckman.
L'action du docteur Denis Mukwege avait déjà fait l'objet d'un film, Congo, un médecin pour sauver les femmes, film documentaire sénégalais réalisé par Angèle Diabang, sorti en 2014.
Le 2 septembre 2015, le film est provisoirement interdit de diffusion en République démocratique du Congo, au motif d'une « volonté manifeste de nuire à l'armée congolaise et de salir son image », le porte-parole du gouvernement et ministre des médias et de la communication accusant le réalisateur d'avoir mal traduit et donc trahi certains propos en swahili et mashi. Après une tentative de négociation, le ministre confirme son interdiction définitive, accusant le réalisateur de l'avoir menacé, tandis que la co-scénariste fait part d'un « torpillage » des négociations sur les traductions par des propos et attitudes maladroites du réalisateur, même si l'issue de ces pourparlers restait douteuse, la RDC pouvant avoir d'autres raisons d'interdire le film,,.

## Fiche technique
- Titre : L'Homme qui répare les femmes : La Colère d’Hippocrate
- Réalisation : Thierry Michel
- Scénario : Thierry Michel et Colette Braeckman
- Photographie : Michel Téchy
- Montage : Idriss Gabel
- Musique originale :
- Société de production : Les Films de la Passerelle et Ryva Production
- Société de distribution : JHR Films
- Pays d'origine :  Belgique
- Langue : Français
- Genre : Film documentaire
- Durée : 1 heure et 53 minutes
- Dates de sortie : 
  - Belgique : 15 avril 2015
  - France : 17 février 2016
  - Monde: 21 mars 2015